# Мбадзени
Мбадзе́ни (Мбандзени, также известен как Длами́ни IV, Умбанди́н; 1855 — 7 октября 1889) — 5-й верховный вождь Свазиленда. Его административная столица была в Мбекельвени.

## Биография

### Детство и юность
Мбандзени родился в 1855 году в семье Мсвати II и его жены Нандзи Нкамбуле.

### Правление
Наследником Мсвати II был брат Дламини IV (Мбадзени) — Людвонга II, однако его отравили и он умер, не успев стать королём, из-за чего Мбадзени в возрасте 19 или 20 лет стал возглавлять страну. Правление Дламини IV состояло из целого ряда примечательных событий. Во времена его правления многие концессионеры и поселенцы часто посещали Мбекельвени, добиваясь получения земель, прав на добычу полезных ископаемых и других деловых сделок. Мбадзени решил предоставить поселенцам много договоров аренды.
Королевские чиновники вместе с Дламини IV предоставили много перекрывающих друг друга уступки британским и голландским интересам, на что взамен получали золото или крупный рогатый скот. В связи с этим Свазиленд стал интересовать поселенцев из Британской империи и бюргеров из разных голландских республик из-за своего большого потенциала в сельском хозяйстве, добыче полезных ископаемых и в расселении.

### Смерть
Мбандзени скончался в 33—34 года из-за плохого самочувствия во время обсуждение вопроса о границе при очень незначительном участии со стороны Мбадзени. Спустя примерно 5,5 лет королём стал его сын Нгване V.